# Eufêmia da Pomerânia
Eufêmia da Pomerânia (c. 1285 – Legnica, 26 de julho de 1330) foi rainha consorte da Dinamarca como esposa de Cristóvão II da Dinamarca.

## Família
Eufêmia foi uma das filhas de Bogislau IV, Duque da Pomerânia e de sua segunda esposa, Margarida da Rúgia.
Os seus avós paternos eram Barnim I, Duque da Pomerânia e sua segunda esposa, Margarida de Werle-Güstrow. Os seus avós maternos eram Vislau II, Príncipe da Rúgia e Inês de Brunsvique.
Ela teve quatro irmãos: Margarida, que foi primeiro casada com Nicolau I, Senhor de Rostock, e depois foi esposa de João I, Duque de Steinau, Vartislau IV, Duque da Pomerânia, marido de Isabel de Lindow-Ruppin, Judite, abadessa de Krummin, e Isabel, esposa de Érico I, Duque de Saxe-Lauemburgo.

## Biografia
Eufêmia se casou com Cristóvão, em 1300 ou 1304. Ele era filho de Érico V da Dinamarca e de Inês de Brandemburgo. O casamento provavelmente foi uma união política arranjada para que o futuro rei tivesse o apoio da dinastia dos pais de Eufêmia. Pouco se sabe sobre ela.
Ela se tornou rainha com a ascensão do marido, em 1320. O casal teve seis filhos, três meninos e três meninas.
A rainha faleceu em 26 de julho de 1330, com cerca de 45 anos, e foi enterrada na Abadia de Sorø, na ilha dinamarquesa da Zelândia.

## Descendência
- Margarida (1305 - 19 de março/31 de maio de 1340), foi a primeira esposa de Luís V da Baviera, com quem teve um filho, Matias.
- Érico Christoffersen (1307 - início de 1332), reinou ao lado do pai por um tempo. Foi casado com Isabel de Holsácia-Rendsburgo, mas não teve filhos.
- Otão (m. após 1347), foi duque de Lolland e da Estônia. Após os condes da Holsácia e nobres da Dinamarca tomarem controle do reino, Otão tentou retomar o controle após a morte do pai, mas foi derrotado e aprisionado. Após ser solto, foi para a Alemanha e se tornou um cavalheiro da Ordem Teutônica. Não se casou, e nem teve descendência.
- Inês (m. 1312)
- Valdemar IV da Dinamarca (1320 – 24 de outubro de 1375), sucessor do pai, conseguiu recuperar o país e pagar as hipotecas feitas no reino de Cristóvão II. Foi marido de Edviges de Eslésvico, com quem teve seis filhos.
- Edviges, enterrada na Abadia de Sorø